# Aquae Sirenses
Aquae Sirenses (łac. Aquaesirensis) – stolica historycznej diecezji w Cesarstwie rzymskim, w prowincji Mauretania Cezarejska. Ruiny tego starożytnego miasta znajdują się w pobliżu kąpielisk termalnych Hammam Bou-Hanifa w Algierii. Obecnie katolickie biskupstwo tytularne. W latach 1968–1981 biskupem tytularnym Aquae Sirenses był Edward Materski, biskup pomocniczy kielecki, późniejszy biskup diecezjalny radomski.

## Biskupi
| Lp. | Biskup              | Funkcja                               | Od                   | Do              |
| --- | ------------------- | ------------------------------------- | -------------------- | --------------- |
| 1   | Paul Verschuren SCI | biskup koadiutor Helsinek (Finlandia) | 21 kwietnia 1964     | 29 czerwca 1967 |
| 2   | Edward Materski     | biskup pomocniczy kielecki            | 29 października 1968 | 6 marca 1981    |
| 3   | Augustus Peters     | biskup pomocniczy Akwizgranu (Niemcy) | 6 kwietnia 1981      | 3 maja 1986     |
| 4   | Heinrich Janssen    | biskup pomocniczy Münster (Niemcy)    | 4 lipca 1986         | 27 maja 2021    |